# John Dalli

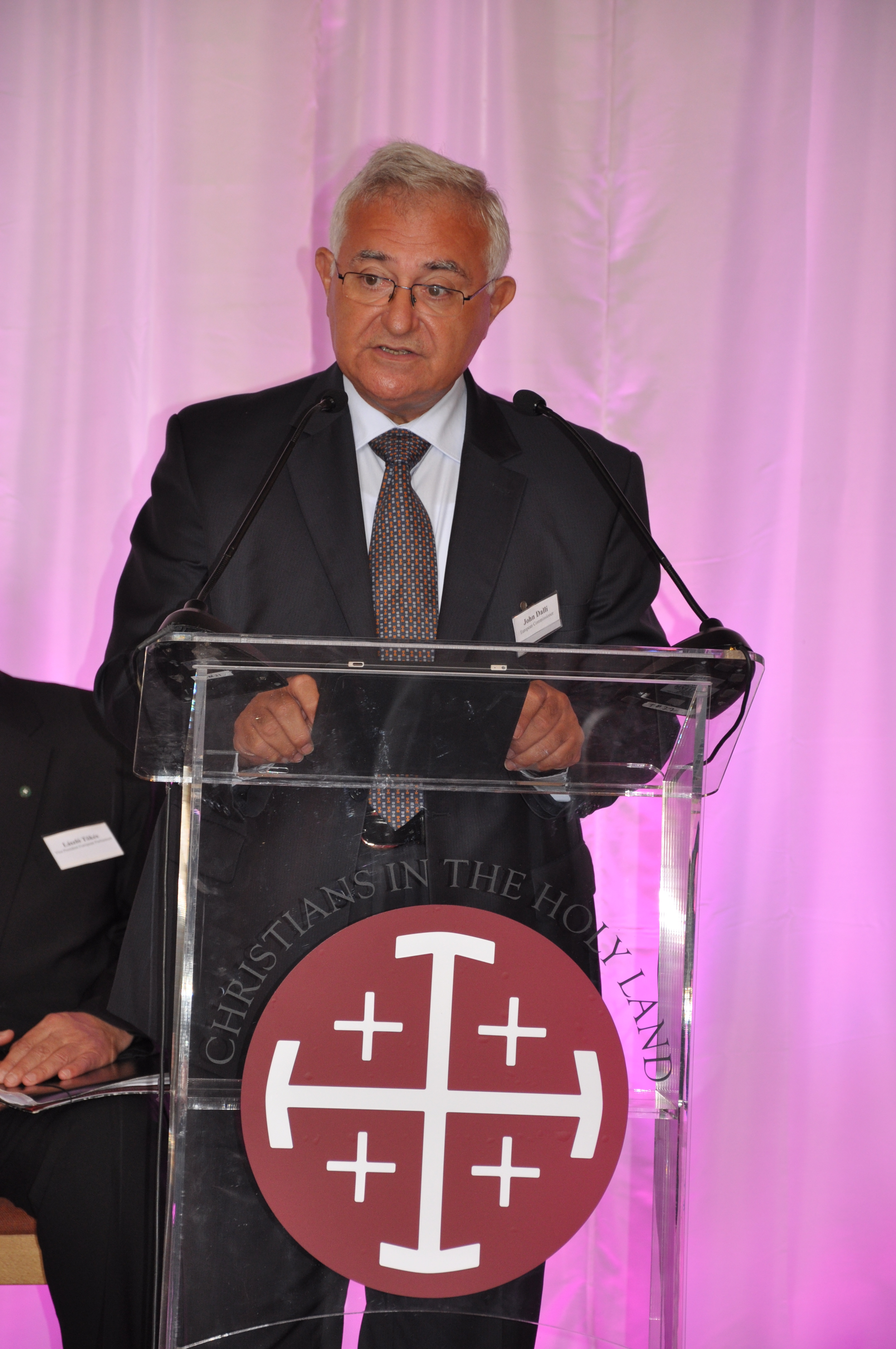
John Dalli

John Dalli, född 5 oktober 1948, är en maltesisk revisor och politiker som representerar Nationalistpartiet. Han var 2010-2012 EU-kommissionär i Kommissionen Barroso II med ansvar för hälsa och konsumentpolitik.

## Biografi
Dalli har varit ledamot av Maltas representanthus sedan 1987 och var ekonomiminister 1990-1992 och finansminister 1992-1996 samt 1998-2004. År 2004 förlorade han en omröstning om ordförandeskapet i Nationalistpartiet till Lawrence Gonzi och blev istället av denne utnämnd till utrikesminister samma år. Han avgick efter bara några månader på posten men återkom till regeringen som socialminister 2008.
Han var från 10 februari 2010 EU-kommissionär, men avgick i oktober 2012 till följd av anklagelser om korruption. Bakgrunden var en anmälan till Europeiska byrån för bedrägeribekämpning (Olaf) av Swedish Match i maj 2012. I Olafs utredning fastslås att en landsman till Dalli har försökt vinna finansiella fördelar från Swedish Match i utbyte mot inflytande över ett framtida lagförslag om snus.